# Damasippus striatus
Damasippus striatus är en insektsart som beskrevs av Ludwig Redtenbacher 1906. Damasippus striatus ingår i släktet Damasippus och familjen Prisopodidae. Inga underarter finns listade i Catalogue of Life.